# モンリュソン
モンリュソン(Montluçon)はオーヴェルニュ＝ローヌ＝アルプ地域圏アリエ県の郡庁所在地。

## 歴史
モンリュソンは、中世に、シェール川の曲がり目に突き立った地形が防衛上の観点から評価され、建造された都市である。11世紀にモント・リュシイ(Monte Lucii)にブルボン家が城を立てたとある記録が最古の言及である。この城は同家によって14世紀に城と城壁が再建された。
1529年にフランス王領に組み込まれた。のち、1791年に郡庁所在地となった。
フランス産業革命期には、運河や鉄道による交通の便やコマントリー炭鉱に近いことなどの利点を活かし、飛躍を遂げた。この都市の住民は1830年には5000人であったが、1950年には50000人となった。

## 産業
炭鉱の枯渇にともない、伝統的な製鉄業やガラス製造業に代わり、化学産業、電機産業などへの転換が行われている。

## 観光
- ブルボン家の城(Château des ducs de Bourbon)
- ノートルダム教会
- ポピュラー音楽博物館(Musée des Musiques Populaires)
- マルクス＝ドルモワ通り広場(esplande de l'avenue Marx-Dormoy)

## 姉妹都市
- ハーゲン、ドイツ
- アントシラベ、マダガスカル
- レシュノ、ポーランド

## 出身者
- アルフォンス・ジョルジュ - 軍人
- ピエール・プティ - 物理学者